# 五棵松体育館
五棵松体育館（ごかしょうたいいくかん、中国語: 五棵松体育馆、英語: Wukesong Indoor Stadium）は、中国の首都・北京に位置する屋内競技場である。収容人数は18,000名。2008年北京オリンピックではバスケットボール、2022年北京オリンピックではアイスホッケーが行われた。

## 歴史
2005年3月に着工し、2008年1月11日に開業した。2011年にマスターカードが5年契約の命名権を取得し、「マスターカード・センター（中国語：万事达中心、英語：MasterCard Center」と改名された。
2015年12月にLeEco（楽視網信息技術）が命名権を取得、「楽視スポーツ生態センター（中国語：乐视体育生态中心、英語：LeSports Center）」と改名された。2017年10月には、ゼネラルモーターズのブランドキャデラックが命名権を取得、「キャデラック・アリーナ（中国語：凯迪拉克中心、英語：Cadillac Arena）」と改名された。
2019年にはFIBAバスケットボール・ワールドカップが中国で開催され、当体育館で決勝戦が開催された。